# Échalas (Rhône)
Pour les articles homonymes, voir Échalas.
Pour l’article homonyme, voir la commune d'Échallat, dans le département de la Charente.
Échalas est une commune française située dans le département du Rhône, en région Auvergne-Rhône-Alpes.

## Géographie
Située à 12 km au sud de Lyon, près de Givors, au-dessus de la vallée du Gier, sur les premiers plateaux du Pilat, la commune d'Échalas s'étend sur 2 095 hectares. Elle est constituée de hameaux, qui offrent de très beaux panoramas sur les monts du Lyonnais et le plateau de Mornant. De très nombreux sentiers balisés au départ de la place de l'église permettent de découvrir ces paysages.

### Climat
Pour des articles plus généraux, voir Climat d'Auvergne-Rhône-Alpes et Climat du Rhône.
En 2010, le climat de la commune est de type climat océanique dégradé des plaines du Centre et du Nord, selon une étude du Centre national de la recherche scientifique s'appuyant sur une série de données couvrant la période 1971-2000. En 2020, Météo-France publie une typologie des climats de la France métropolitaine dans laquelle la commune est dans une zone de transition entre le climat semi-continental et le climat de montagne et est dans la région climatique  Nord-est du Massif Central, caractérisée par une pluviométrie annuelle de 800 à 1 200 mm, bien répartie dans l’année. 
Pour la période 1971-2000, la température annuelle moyenne est de 11,5 °C, avec une amplitude thermique annuelle de 17,6 °C. Le cumul annuel moyen de précipitations est de 849 mm, avec 9,1 jours de précipitations en janvier et 6,4 jours en juillet. Pour la période 1991-2020, la température moyenne annuelle observée sur la station météorologique de Météo-France la plus proche, « Saint-Didier-sous-Riverie », sur la commune de Chabanière à 7 km à vol d'oiseau, est de 11,6 °C et le cumul annuel moyen de précipitations est de 855,5 mm,. Pour l'avenir, les paramètres climatiques de la commune estimés pour 2050 selon différents scénarios d'émission de gaz à effet de serre sont consultables sur un site dédié publié par Météo-France en novembre 2022.

## Urbanisme

### Typologie
Au 1er janvier 2024, Échalas est catégorisée commune rurale à habitat dispersé, selon la nouvelle grille communale de densité à sept niveaux définie par l'Insee en 2022.
Elle est située hors unité urbaine. Par ailleurs la commune fait partie de l'aire d'attraction de Lyon, dont elle est une commune de la couronne,. Cette aire, qui regroupe 397 communes, est catégorisée dans les aires de 700 000 habitants ou plus (hors Paris),.

### Occupation des sols
L'occupation des sols de la commune, telle qu'elle ressort de la base de données européenne d’occupation biophysique des sols Corine Land Cover (CLC), est marquée par l'importance des territoires agricoles (71,2 % en 2018), une proportion sensiblement équivalente à celle de 1990 (71,8 %). La répartition détaillée en 2018 est la suivante : 
zones agricoles hétérogènes (34,9 %), forêts (24,7 %), terres arables (19,6 %), prairies (16,7 %), zones urbanisées (2,2 %), milieux à végétation arbustive et/ou herbacée (1,8 %). L'évolution de l’occupation des sols de la commune et de ses infrastructures peut être observée sur les différentes représentations cartographiques du territoire : la carte de Cassini (XVIIIe siècle), la carte d'état-major (1820-1866) et les cartes ou photos aériennes de l'IGN pour la période actuelle (1950 à aujourd'hui).

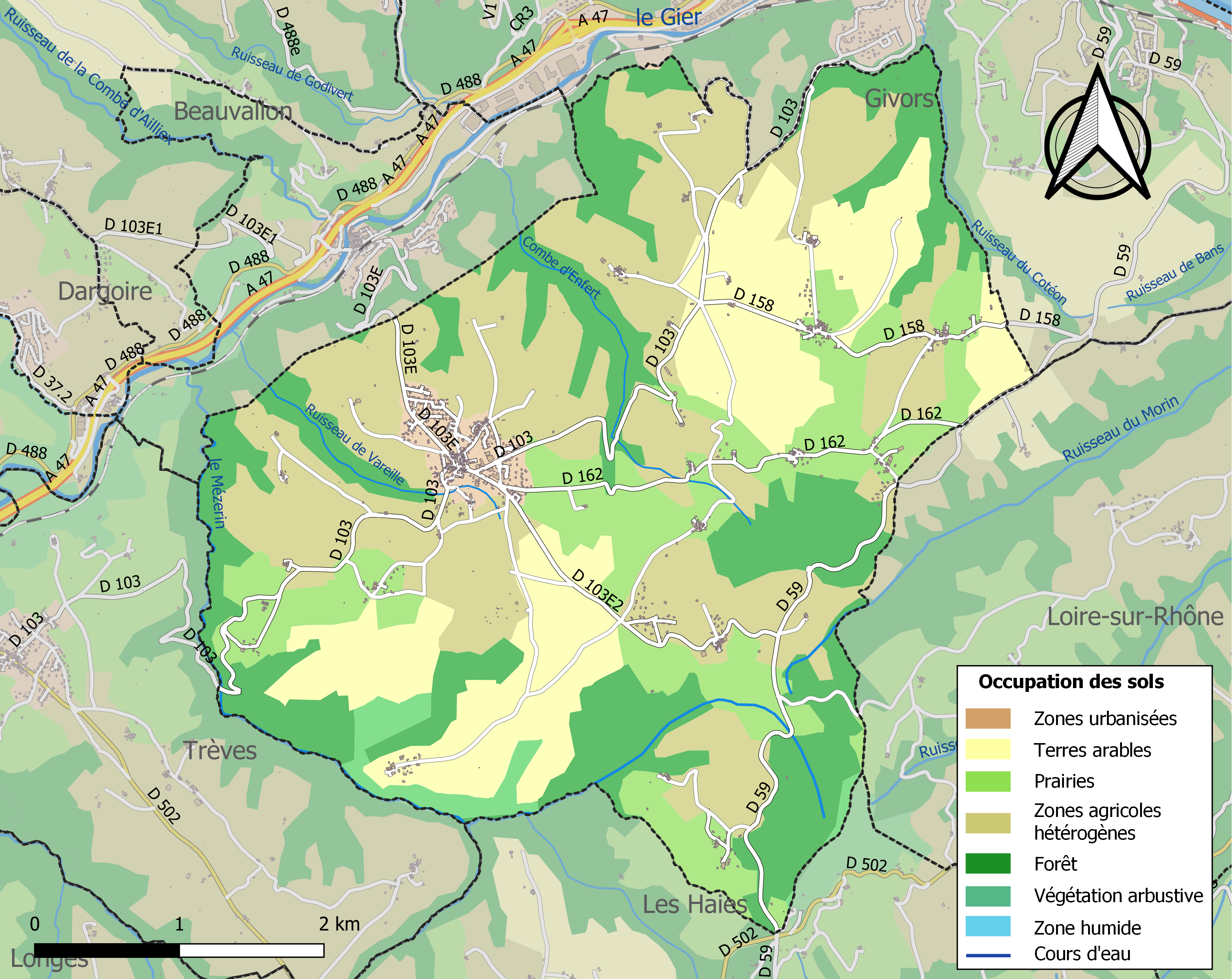
Carte des infrastructures et de l'occupation des sols de la commune en 2018 (CLC).

## Toponymie
On imagine que l'origine du nom de cette commune fait référence aux pieux qui soutiennent les ceps dans la région, car en 1900, la commune accueillait 250 hectares de vignes et une distillerie viticole.
Mais l'appellation pourrait aussi provenir d'une déformation du mot « échelle » du fait de la situation escarpée du bourg, dont on se rend compte en descendant dans la première combe, appelée « combe de l'enfer ».

## Histoire
En 850, les moines[Lesquels ?] construisent une petite chapelle et défrichent l'emplacement du village. Vers le début du XIIIe siècle, le seigneur d'Échalas, revenant d'une croisade, fait construire une chapelle gothique en pierre pouvant accueillir 150 personnes et qui est achevée en 1221. Il la paye de ses deniers et met son blason, comme signature, à la clef de voûte du chœur et au sommet du contrefort sud-est. Vers 1550, pour protéger les Chalarons des incursions des brigands et de la peste, la famille Michon fait édifier le clocher massif de style roman, et la chapelle sous le clocher, dédiée à Notre-Dame de la Piété.

## Politique et administration

### Administration municipale
| Période                                  | Période  | Identité           | Étiquette | Qualité                                                                    |
| ---------------------------------------- | -------- | ------------------ | --------- | -------------------------------------------------------------------------- |
| 2020                                     | En cours | Fabien Kraehn      |           |                                                                            |
| 1995                                     | 2020     | Christiane Jury    | LR        | Conseillère départementale Suppléante du député Georges Fenech (2002-2007) |
| 1971                                     | 1995     | Pierre Gardier     |           |                                                                            |
| 1956                                     | 1971     | Étienne Bourdin    |           |                                                                            |
| 1945                                     | 1956     | François Gelas     |           |                                                                            |
| 1935                                     | 1945     | Benoit Thonnerieux |           |                                                                            |
| Les données manquantes sont à compléter. |          |                    |           |                                                                            |

### Intercommunalité
La commune faisait partie de la communauté de communes de la Région de Condrieu. Depuis le 1er janvier 2018, la commune fait partie d'une nouvelle structure : Vienne Condrieu Agglomération .

## Population et société

### Démographie
L'évolution du nombre d'habitants est connue à travers les recensements de la population effectués dans la commune depuis 1793. Pour les communes de moins de 10 000 habitants, une enquête de recensement portant sur toute la population est réalisée tous les cinq ans, les populations de référence des années intermédiaires étant quant à elles estimées par interpolation ou extrapolation. Pour la commune, le premier recensement exhaustif entrant dans le cadre du nouveau dispositif a été réalisé en 2006.

En 2022, la commune comptait 1 940 habitants, en évolution de +9,54 % par rapport à 2016 (Rhône : +3,93 %, France hors Mayotte : +2,11 %).
| 1793 | 1800 | 1806 | 1821 | 1831 | 1836 | 1841 | 1846 | 1851 |
| ---- | ---- | ---- | ---- | ---- | ---- | ---- | ---- | ---- |
| 924  | 832  | 692  | 827  | 730  | 759  | 775  | 917  | 946  |

| 1856 | 1861 | 1866 | 1872 | 1876 | 1881 | 1886 | 1891 | 1896 |
| ---- | ---- | ---- | ---- | ---- | ---- | ---- | ---- | ---- |
| 881  | 951  | 887  | 851  | 972  | 864  | 853  | 781  | 768  |

| 1901 | 1906 | 1911 | 1921 | 2006  | 2011  | 2016  | 2021  | 2022  |
| ---- | ---- | ---- | ---- | ----- | ----- | ----- | ----- | ----- |
| 785  | 750  | 727  | 701  | 1 347 | 1 581 | 1 771 | 1 927 | 1 940 |

### Enseignement
La commune compte deux écoles, maternelle et primaire.

### Manifestations culturelles et festivités
Le concours annuel de labour.

### Environnement
La commune se situe dans le parc naturel régional du Pilat.

## Culture locale et patrimoine

### Personnalités liées à la commune
- Sylvain Marconnet, rugbyman professionnel.

### Généalogie
- L'association Les Généalogistes de la Vallée du Gier ou Geneagier a numérisé les registres et les publie sur son site Internet.

### Héraldique
| Blason d'Echalas | Le blasonnement des armes d'Echalas est : D'azur au chevron d'or accompagné de trois étoiles du même. |